# Tolgahan Çiçek
Tolgahan Çiçek (Delfzijl, 19 juni 1995) is een in Nederlands-Turks voetballer die bij voorkeur als linkerverdediger speelt.

## Clubcarrière
Vanaf 2014 stond hij onder contract bij BV De Graafschap, dat hem overnam van de jeugdopleiding van FC Groningen/SC Cambuur.
Op 16 augustus 2014 maakte Çiçek zijn debuut in het betaalde voetbal door in de gewonnen wedstrijd tegen Almere City acht minuten voor tijd in te vallen voor Caner Cavlan. Op 25 september mocht hij in de basis beginnen in de gewonnen bekerwedstrijd tegen SV DOSKO. In het seizoen 2017/18 speelde hij voor Adana Demirspor. In augustus 2019 ging hij naar Nevşehir Belediyespor dat uitkomt in de 3. Lig. Een jaar later ging hij naar Niğde Anadolu FK dat in de TFF 2. Lig speelt.

## Statistieken
| Seizoen         | Club             |                    | Competitie      | Competitie | Competitie | Beker | Beker | Internationaal | Internationaal | Totaal | Totaal |
| Seizoen         | Club             | Wed.               | Competitie      | Dlp.       | Wed.       | Dlp.  | Wed.  | Dlp.           | Wed.           | Dlp.   |        |
| --------------- | ---------------- | ------------------ | --------------- | ---------- | ---------- | ----- | ----- | -------------- | -------------- | ------ | ------ |
| 2014/15         | BV De Graafschap | Vlag van Nederland | Eerste divisie  | 8          | 0          | 2     | 0     | –              | –              | 10     | 0      |
| 2015/16         | BV De Graafschap | Vlag van Nederland | Eredivisie      | 14         | 0          | 1     | 0     | –              | –              | 15     | 0      |
| 2016/17         | BV De Graafschap | Vlag van Nederland | Eerste divisie  | 17         | 0          | 1     | 0     | –              | –              | 18     | 0      |
| Club totaal     | Club totaal      | Club totaal        | Club totaal     | 39         | 0          | 4     | 0     | –              | –              | 43     | 0      |
| 2017/18         | Adana Demirspor  | Vlag van Turkije   | TFF 1.Lig       | 11         | 0          | 4     | 1     | –              | –              | 15     | 1      |
| Carrière totaal | Carrière totaal  | Carrière totaal    | Carrière totaal | 50         | 0          | 8     | 1     | –              | –              | 58     | 1      |

Bijgewerkt t/m 29 maart 2016